# Jeśli nie my, to kto?
Jeśli nie my, to kto? (niem. Wer wenn nicht wir) – niemiecki dramat historyczny z 2011 w reżyserii Andresa Veiela. Zdjęcia kręcono w Berlinie, Badenii-Wirtembergii (Tybinga, Schwarzwald) i Szlezwiku-Holsztynie.
Obraz miał swoją światową premierę 17 lutego 2011 roku w konkursie głównym na 61. MFF w Berlinie, gdzie otrzymał Nagrodę im. Alfreda Bauera za innowacyjność. Polska premiera filmu miała miejsce 9 sierpnia 2011 roku podczas Transatlantyk Festival w Poznaniu.

## Opis fabuły
Tybinga, rok 1961. Fabuła filmu skupia się na młodości i wzajemnej miłości pomiędzy Bernwardem Vesperem, synem nazistowskiego poety, a Gudrun Ensslin, córki pastora, która w przyszłości zostanie terrorystką i czołową postacią RAF-u.

## Obsada
- August Diehl jako Bernward Vesper
- Lena Lauzemis jako Gudrun Ensslin
- Alexander Fehling jako Andreas Baader
- Thomas Thieme jako Willi Vesper
- Imogen Kogge jako Rose Vesper
- Michael Wittenborn jako Helmut Ensslin
- Susanne Lothar jako Ilse Ensslin
- Maria-Victoria Dragus jako Ruth Ensslin
- Vicky Krieps jako Dörte

i inni

## Nagrody i nominacje
61. MFF w Berlinie
- Nagroda im. Alfreda Bauera – Andres Veiel
- Nagroda niemieckiej sieci kin studyjnych – Andres Veiel
- nominacja: Złoty Niedźwiedź – Andres Veiel

61. ceremonia wręczenia Niemieckich Nagród Filmowych
- Brązowa Nagroda: najlepszy film pełnometrażowy – Thomas Kufus i Andres Veiel
- nominacja: najlepsza główna rola męska – August Diehl
- nominacja: najlepsza główna rola kobieca – Lena Lauzemis
- nominacja: najlepszy montaż – Hansjörg Weißbrich
- nominacja: najlepsza scenografia – Christian M. Goldbeck